# Raymonde Linossier
Raymonde Linossier est une femme de lettres française, connue pour son roman Bibi-la-Bibiste. Elle est la promotrice du bibisme, un précurseur du dadaisme.

## Biographie
Raymonde Linossier naît à Lyon le 25 mars 1897 et est la cadette des trois filles de Georges Linossier (1857-1923), professeur de médecine. Les Linossier sont amis avec la famille de Francis Poulenc, qu'ils rencontrent à Paris et à Vichy où Georges Linossier exerce pendant la saison des eaux. En octobre 1917, Raymonde Linossier prend contact avec Adrienne Monnier, alors libraire à La Maison des Amis des livres, rue de l'Odéon. Elle est alors étudiante à la faculté de droit, elle a 20 ans et cherche un imprimeur pour son roman Bibi-la-Bibiste.
Adrienne Monnier l'oriente vers la femme de Paul Birault. Le livre est publié confidentiellement et attire l'attention du petit cercle d’amis fréquentant la librairie d’Adrienne Monnier. Il est reproduit dans The Little Review (septembre-décembre 1920), avec l’hommage d’Ezra Pound.
Après la Première Guerre mondiale (lors de laquelle elle est aide-infirmière), elle entreprend des études de droit et entre au barreau de Paris en 1926, mais elle entame aussitôt une carrière d’orientaliste et d’archiviste-bibliothécaire au musée Guimet. Elle y donne le catalogue de la Bibliographie de l’archéologie bouddhique sous la direction de Jean Przyluski, et collabore à Mythologie asiatique illustrée de Clément Huard, Helena Willman-Grabowska (en), Joseph Hackin, Henri Marchai et Henri Maspero et préfacé par Paul-Louis Couchoud.
Elle est membre du Conseil national des femmes françaises.
Elle meurt le 30 janvier 1930 à Neuilly-sur-Seine.

## Œuvres
- Bibi-la-Bibiste, 1918 lire en ligne sur Gallica ; réédition : La Violette noire, 1991
- « Les Peintures tibétaines de la collection Loo », Études d'orientalisme publiées par le Musée Guimet à la mémoire de Raymonde Linossier, E. Leroux, 1932

## Hommage
Francis Poulenc lui dédie sa Sonate pour cor, trompette et trombone.